# أدل (جورجيا)
أدل (بالإنجليزية: Adel, Georgia)‏ هي مدينة تقع في مقاطعة كوك، جورجيا بولاية جورجيا في الولايات المتحدة. تبلغ مساحة هذه المدينة 20.7 (كم²)، وترتفع عن سطح البحر 73 م، بلغ عدد سكانها 5334 نسمة في عام 2010 حسب إحصاء مكتب تعداد الولايات المتحدة.

## أعلام
- راي ماكينون
- كلاود
- جيروم هيل

## وصلات خارجية
- cityofadel.us
- Cities & Counties - Georgia.gov